# Infurcitinea sardica
Infurcitinea sardica is een vlinder uit de familie Meessiidae. De wetenschappelijke naam van deze soort is voor het eerst voorgesteld als Tineiforma sardica door Hans Georg Amsel in een publicatie uit 1952.
De soort komt voor in Frankrijk (vasteland en Corsica) en Sardinië.